# Station Gedinne
Station Gedinne is een spoorwegstation langs spoorlijn 166 (Dinant - Bertrix) in de gemeente Gedinne. Het station bevindt zich ongeveer 3 kilometer van het centrum van Gedinne. Rondom het station is de kern "Gedinne Station" ontstaan.

## Treindienst
| Serie              | Treinsoort          | Route | Bijzonderheden                                                           |
| ------------------ | ------------------- | --- | ------------------------------------------------------------------------ |
| L 6050             | L-trein (NMBS)      | Namen – Dinant – Gedinne – Bertrix – Libramont                                                                |                                                                          |
| P 7620/8620RE 8600 | Piekuurtrein (NMBS) | [ Luxemburg – Virton ] / [ [ Aarlen – Virton – ] / [ Dinant – Gedinne – ] Libramont – [ Ciney ] ]             | Een rechtstreekse trein Aarlen - Libramont. Een trein Libramont - Ciney. |
| P 7660/8660        | Piekuurtrein (NMBS) | Bertrix – Gedinne – Dinant – Namen                                                                            | Rijdt alleen op werkdagen.                                               |
| P 7680/8680RE 8650 | Piekuurtrein (NMBS) | [ Bertrix – Gedinne – Dinant ] / [ Libramont – [ Virton – ] / [ Marbehan – ] Aarlen ] / [ Athus – Luxemburg ] | Een trein Aarlen - Virton - Libramont. Een trein Athus - Luxemburg.      |

## Galerij

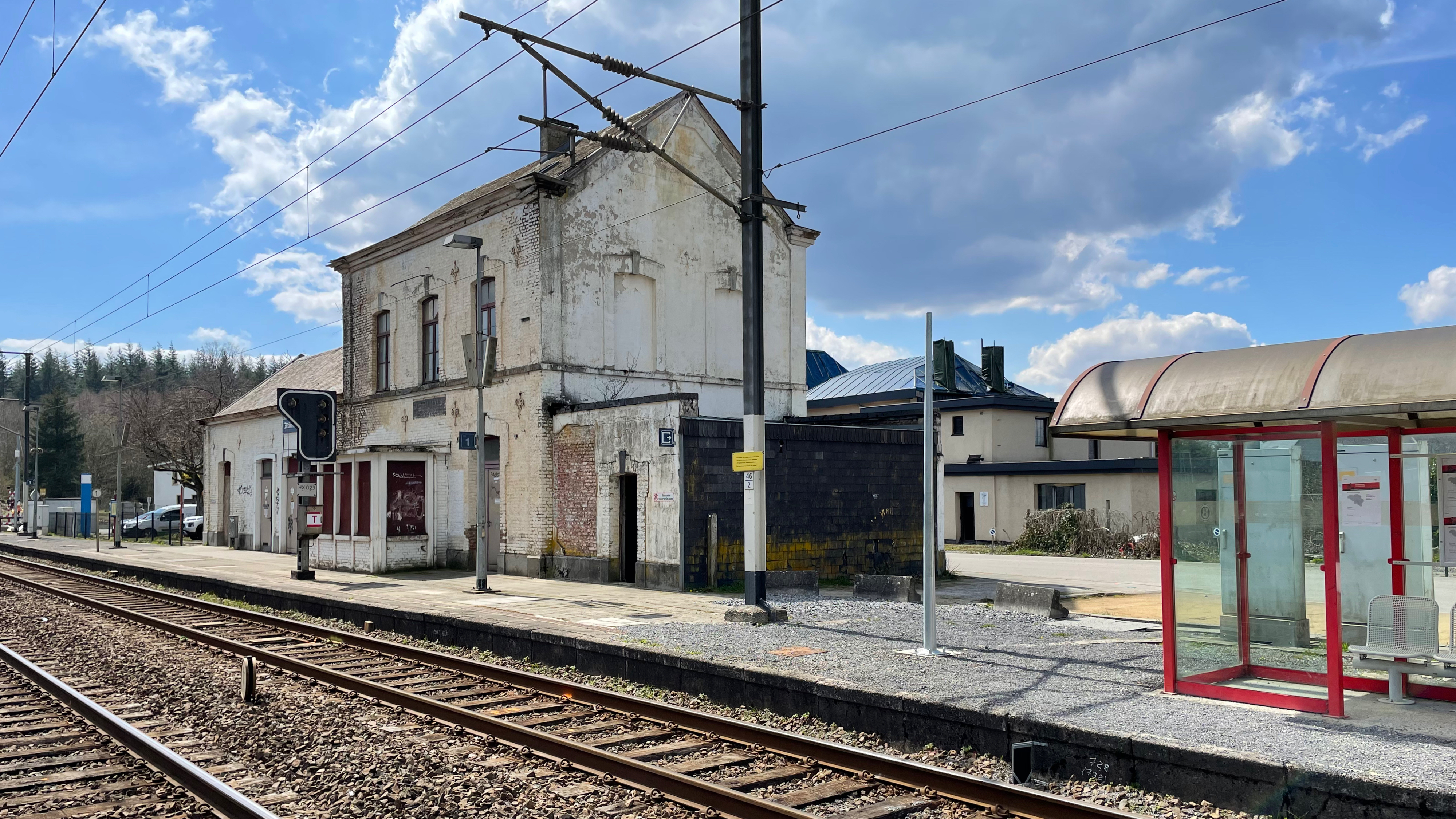
Het station (2023)
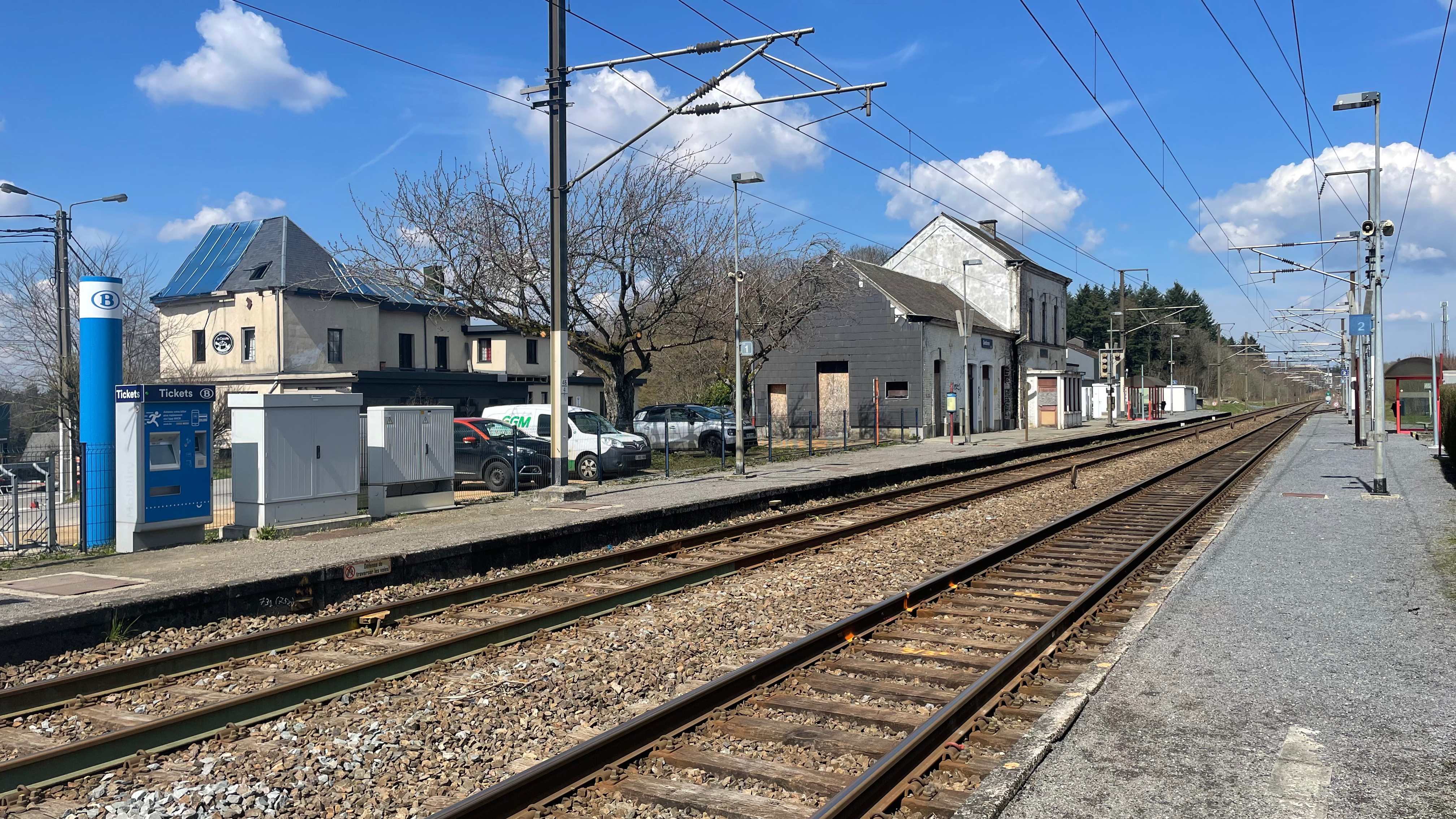
Zicht op de sporen
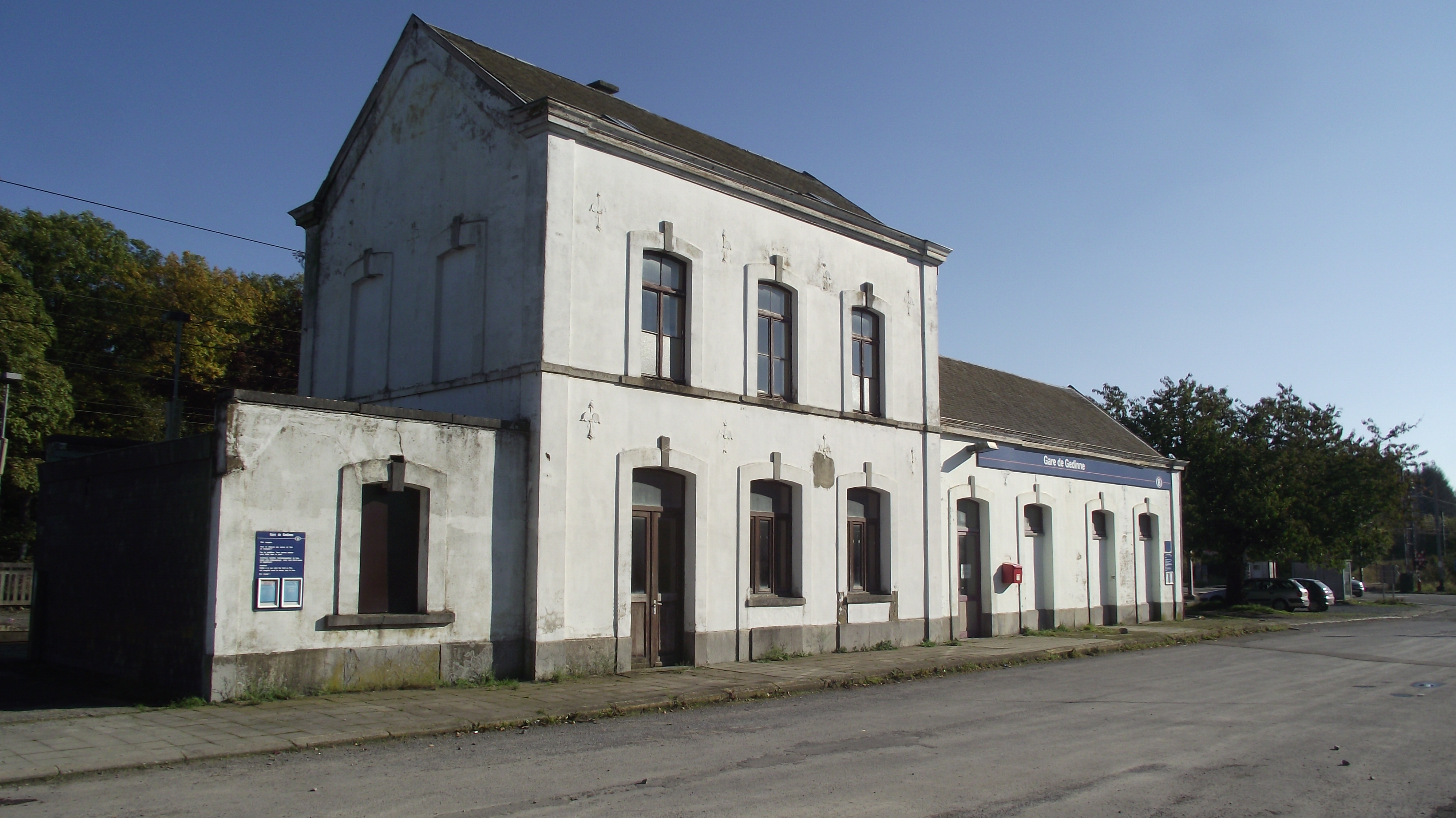
Stationsgebouw (2011)

## Reizigerstellingen
De grafiek en tabel geven het gemiddeld aantal instappende reizigers weer op een week-, zater- en zondag.
| Tabel: aantal instappende reizigers station Gedinne | Tabel: aantal instappende reizigers station Gedinne | Tabel: aantal instappende reizigers station Gedinne | Tabel: aantal instappende reizigers station Gedinne |
|                                                     | Weekdag                                             | Zaterdag                                            | Zondag                                              |
| --------------------------------------------------- | --------------------------------------------------- | --------------------------------------------------- | --------------------------------------------------- |
| 1977                                                | 151                                                 | 36                                                  | 116                                                 |
| 1978                                                | 150                                                 | 43                                                  | 89                                                  |
| 1979                                                | 151                                                 | 43                                                  | 91                                                  |
| 1980                                                | 170                                                 | 40                                                  | 73                                                  |
| 1981                                                | 171                                                 | 46                                                  | 97                                                  |
| 1982                                                | 117                                                 | 40                                                  | 72                                                  |
| 1983                                                | 98                                                  | 24                                                  | 68                                                  |
| 1984                                                | 99                                                  | 37                                                  | 70                                                  |
| 1985                                                | 93                                                  | 45                                                  | 84                                                  |
| 1986                                                | 84                                                  | 29                                                  | 66                                                  |
| 1987                                                | 94                                                  | 24                                                  | 45                                                  |
| 1988                                                | 88                                                  | 50                                                  | 66                                                  |
| 1989                                                | 91                                                  | 28                                                  | 65                                                  |
| 1990                                                | 79                                                  | 35                                                  | 23                                                  |
| 1991                                                | 86                                                  | 27                                                  | 85                                                  |
| 1992                                                | 99                                                  | 32                                                  | 88                                                  |
| 1993                                                | 95                                                  | 39                                                  | 99                                                  |
| 1994                                                | 118                                                 | 41                                                  | 110                                                 |
| 1995                                                | 97                                                  | 51                                                  | 68                                                  |
| 1996                                                | 116                                                 | 26                                                  | 70                                                  |
| 1997                                                | 84                                                  | 37                                                  | 111                                                 |
| 1998                                                | 97                                                  | 32                                                  | 58                                                  |
| 1999                                                | 96                                                  | 32                                                  | 104                                                 |
| 2000                                                | 134                                                 | 80                                                  | 89                                                  |
| 2001                                                | 147                                                 | 57                                                  | 118                                                 |
| 2002                                                | 128                                                 | 32                                                  | 140                                                 |
| 2003                                                | 137                                                 | 48                                                  | 142                                                 |
| 2004                                                | 145                                                 | 44                                                  | 129                                                 |
| 2005                                                | 138                                                 | 48                                                  | 118                                                 |
| 2006                                                | 159                                                 | 54                                                  | 100                                                 |
| 2007                                                | 165                                                 | 56                                                  | 148                                                 |
| 2008                                                | -                                                   | -                                                   | -                                                   |
| 2009                                                | 141                                                 | 58                                                  | 96                                                  |
| 2010                                                | -                                                   | -                                                   | -                                                   |
| 2011                                                | -                                                   | -                                                   | -                                                   |
| 2012                                                | 129                                                 | 70                                                  | 115                                                 |
| 2013                                                | 128                                                 | 49                                                  | 147                                                 |
| 2014                                                | 131                                                 | 79                                                  | 133                                                 |
| 2015                                                | 98                                                  | 44                                                  | 112                                                 |
| 2016                                                | 106                                                 | 58                                                  | 148                                                 |
| 2017                                                | 105                                                 | 62                                                  | 91                                                  |
| 2018                                                | 121                                                 | 32                                                  | 83                                                  |
| 2019                                                | 108                                                 | 47                                                  | 112                                                 |
| 2020                                                | 96                                                  | 53                                                  | 57                                                  |
| 2021                                                | -                                                   | -                                                   | -                                                   |
| 2022                                                | 201                                                 | 62                                                  | 98                                                  |
| 2023                                                | 197                                                 | 53                                                  | 123                                                 |
| 2024                                                | 208                                                 | 123                                                 | 119                                                 |

## Buurtspoorweg
Dit station was het vertrekpunt van de buurtspoorlijn 553 naar Alle-sur-Semois en Bohan. Deze buurtspoorlijn is geopend op 26 juni 1913 en opgeheven op 14 mei 1950 voor reizigers en op 4 mei 1955 voor goederen. Deze lijn gaf een directe verbinding met het dorp Gedinne.
2,2: Anseremme ·
4,7: Walzin ·
7,2: Gendron-Celles ·
10,4: Château d'Ardenne ·
12,2: Houyet ·
17,5: Wiesme ·
22,2: Beauraing ·
25,0: Martouzin ·
27,2: Pondrôme ·
31,3: Thanville ·
35,3: Vonêche ·
37,0: Gedinne ·
45,4: Louette-Saint-Denis ·
49,3: Bièvre ·
51,6: Graide ·
55,2: Carlsbourg ·
56,3: Merny ·
58,2: Paliseul ·
60,3: Nollevaux ·
61,5: Offagne ·
65,2: Glaumont ·
68,3: Burhaimont ·
70,2: Bertrix